# Małkinia (stacja kolejowa)
Małkinia – stacja kolejowa w Małkini Górnej, w województwie mazowieckim, w Polsce.

## Opis

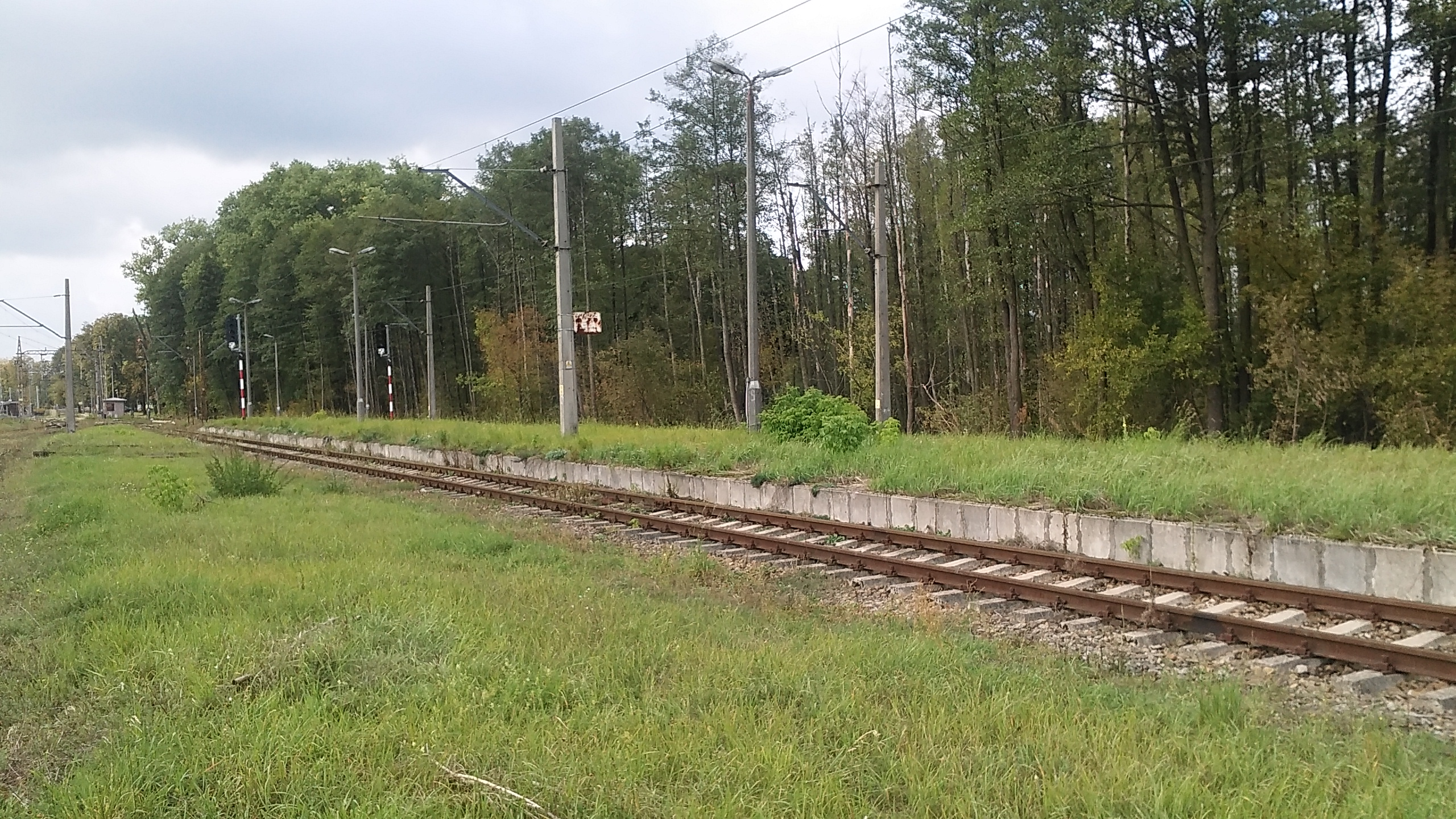
Nieużywany od 1993 r. peron nr 3

Stacja posiada rozbudowany układ torowy z wieloma bocznicami i torami dodatkowymi i postojowymi. Według klasyfikacji PKP ma kategorię dworca lokalnego. Do 2017 stacja kolejowa posiadała dwa perony w ciągu linii kolejowej nr 6 z trzema krawędziami peronowymi – boczny peron 1 i wyspowy peron 2. Nad torami były zbudowane dwie kładki. Peron 3 (wyspowy) jest położony na uboczu względem dworca w ciągu linii kolejowych 34 i 55. Do 1 kwietnia 1993 służył do obsługi pociągów pasażerskich relacji Ostrołęka – Małkinia – Siedlce. W 2004 PKP przekazały samorządowi województwa mazowieckiego odcinek linii nr 55 od Małkini do Sokołowa Podlaskiego, po czym była ona sukcesywnie rozbierana. W jej śladzie na odcinku Małkinia – Kosów Lacki powstała droga wojewódzka nr 627.

## Ruch pasażerski
| Rok  | Wymiana roczna | Wymiana pasażerska na dobę | Miejsce w Polsce |
| ---- | -------------- | -------------------------- | ---------------- |
| 2017 | 548 000        | 1500                       |                  |
| 2018 | 475 000        | 1300                       |                  |
| 2019 | 730 000        | 2000                       |                  |
| 2020 | 586 000        | 1600                       | 98               |
| 2021 | 620 500        | 1700                       |                  |
| 2022 | 620 500        | 1700                       |                  |
| 2023 | 620 500        | 1700                       |                  |

## Modernizacja

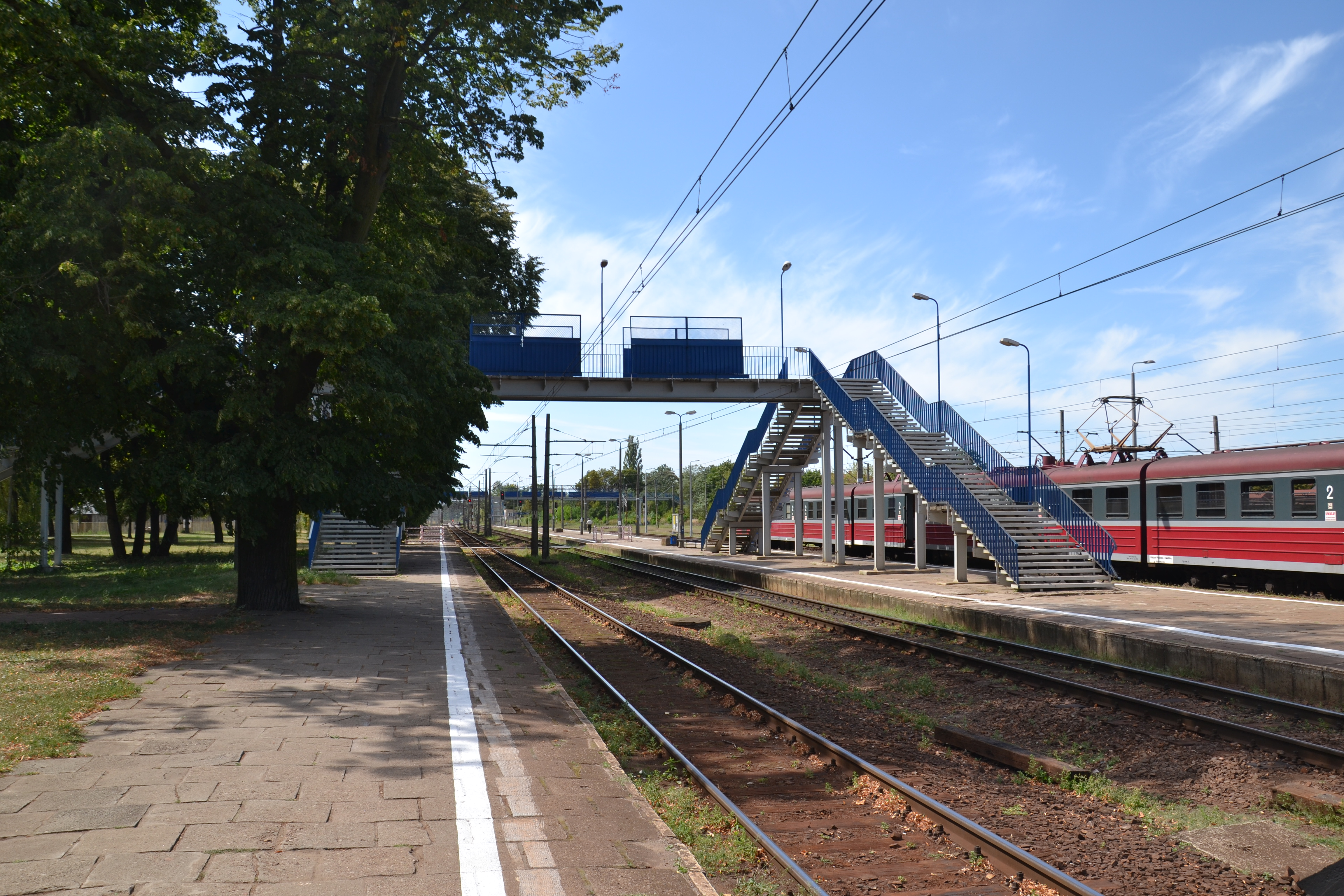
Perony przed modernizacją (2015)

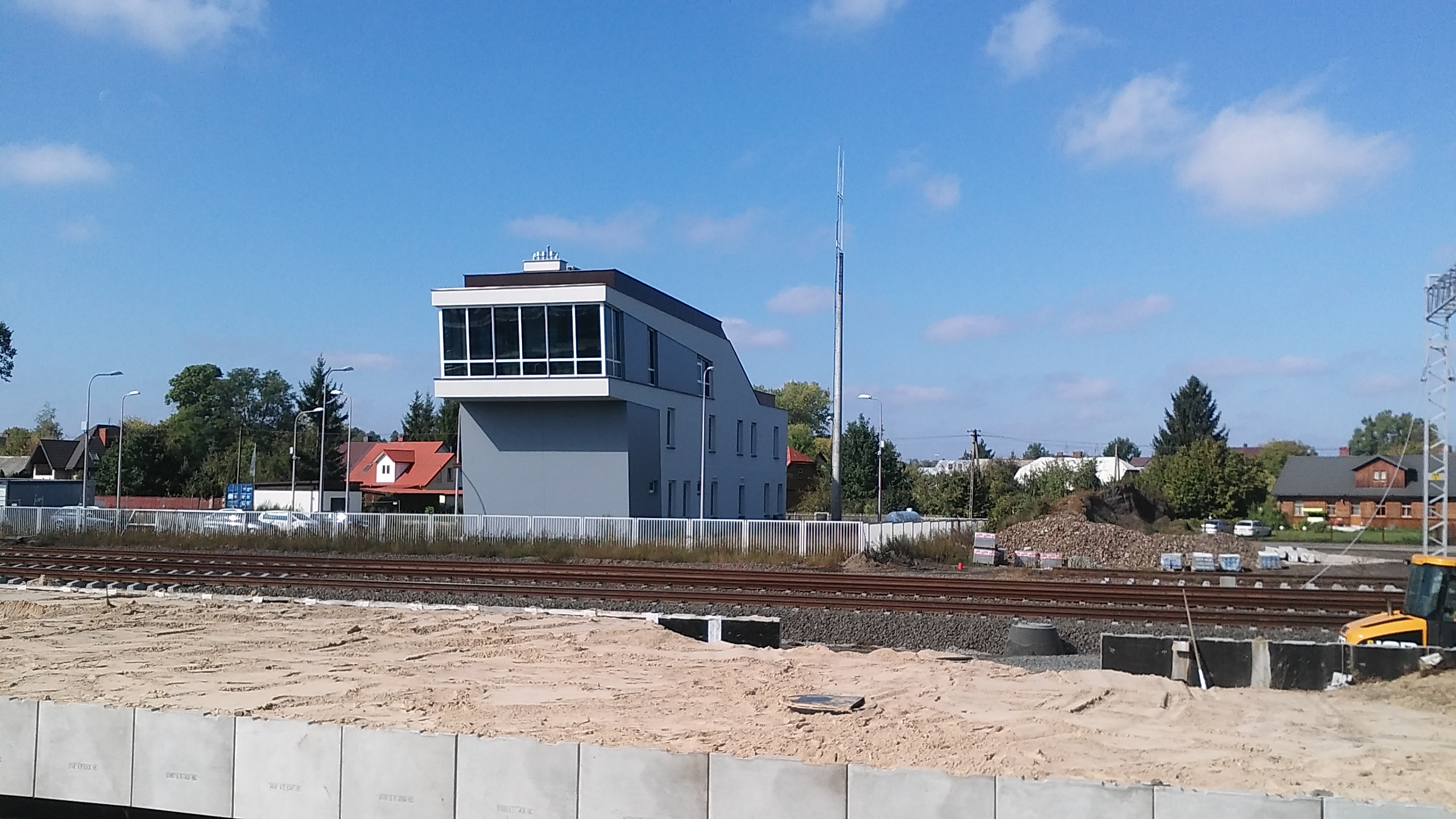
LCS Małkinia

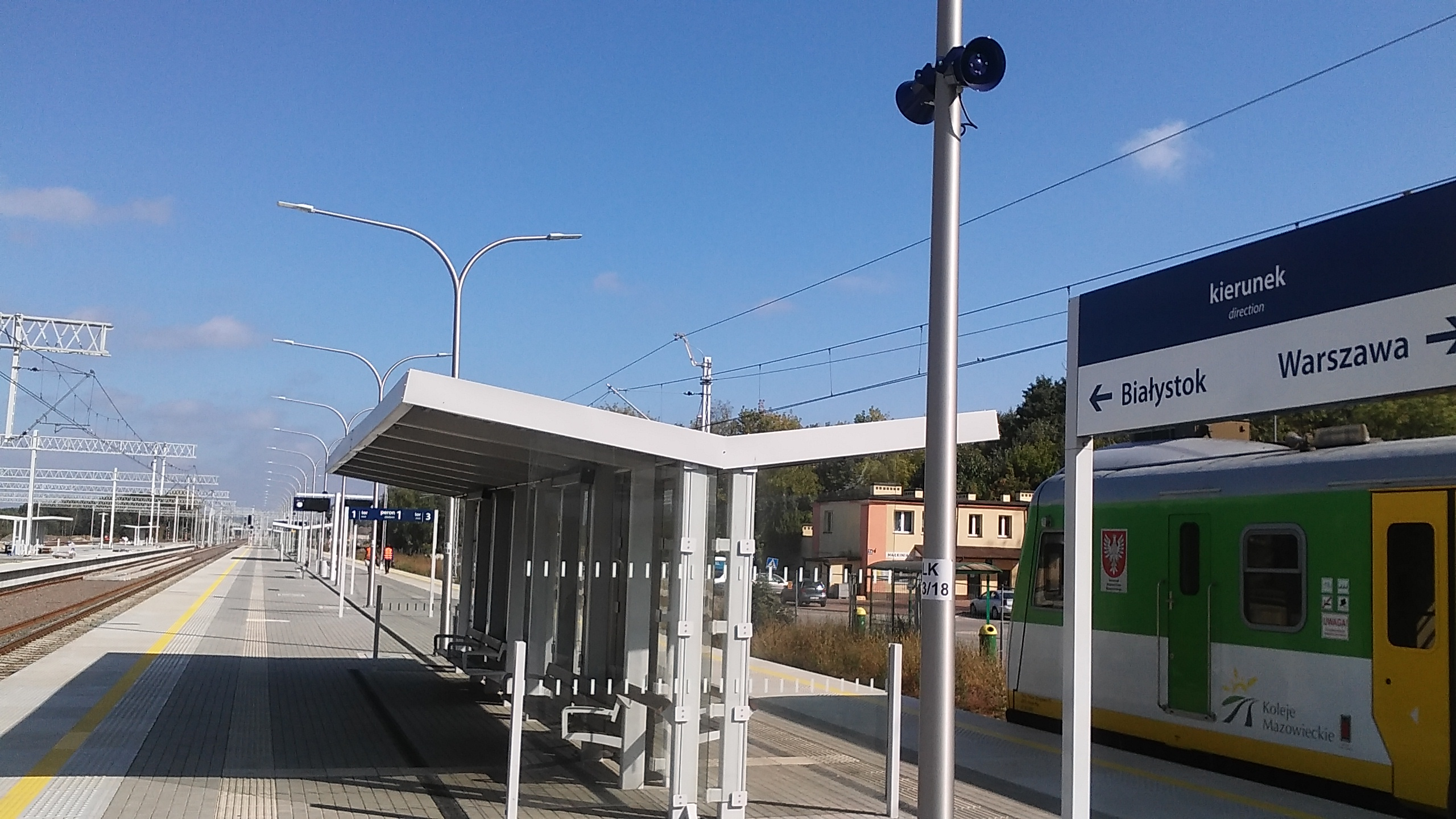
Peron nr 1 po modernizacji (2019)

13 czerwca 2017 PKP Polskie Linie Kolejowe podpisały umowę na modernizację odcinka linii kolejowej nr 6 Sadowne – Czyżew prowadzonej w ramach projektu Rail Baltica wraz z budową lokalnego centrum sterowania w Małkini. W sierpniu 2017 zamknięto tor nr 1 (w kierunku Białegostoku) i przystąpiono do rozbiórki peronu 1. Jednym z warunków prac było pozostawienie możliwości mijania się pociągów w Małkini, dlatego podczas pierwszej fazy modernizacji czynny był peron 2 i jego obydwie krawędzie. Nowy peron 1 ma już dwie krawędzie i został oddany do użytku 10 marca 2019 r. Wówczas zaczęły się prace przy peronie 2 i przyległych mu torach. Do użytku pasażerów jest budowane przejście podziemne na perony wraz z pochylniami.

## Połączenia
Na stacji kolejowej zatrzymują się pociągi kategorii IC i TLK spółki PKP Intercity, kursujące między Warszawą a Białymstokiem i w relacjach dalszych (m.in. Suwałki, Ełk, Kraków, Wrocław, Gdynia). Jest to również krańcowa stacja pociągów osobowych Kolei Mazowieckich kursujących z Warszawy – maksymalnie kilkanaście par na dobę. Do ich obsługi skierowane są elektryczne zespoły trakcyjne serii EN57. Na czas utrudnień związanych z modernizacją szlaku niektóre kursy Kolei Mazowieckich na ostatnich przystankach są obsługiwane zastępczą komunikacją autobusową.
Do 2009 Małkinia była stacją stykową, tj. krańcową dla pociągów osobowych zarówno z Warszawy, jak i z Białegostoku. Od 23 lutego 2009 pociągi osobowe jadące z Białegostoku dojeżdżają jedynie do stacji Szepietowo. Był to efekt przerzucenia na samorządy obowiązku finansowania pociągów regionalnych, braku porozumienia między marszałkami województw mazowieckiego i podlaskiego oraz decyzji Podlaskiego Zakładu Przewozów Regionalnych o zaprzestaniu obsługi na terenie województwa mazowieckiego.
Ponadto w latach 2014–2015, podczas I etapu modernizacji linii nr 6 oraz całkowitego zawieszenia ruchu kolejowego na odcinku Tłuszcz – Sadowne Węgrowskie, była to krańcowa stacja skróconych pociągów dalekobieżnych Białystok – Małkinia – Białystok, gdzie miały miejsce przesiadki na zastępczą komunikacją autobusową w relacji Warszawa – Małkinia – Warszawa.